# José Sánchez del Río
José Sánchez del Río (Sahuayo, Meksiko, 28. ožujka 1913. - Sahuayo, Meksiko, 10. veljače 1928.) - meksički katolički svetac, mučenik, dječak koji se borio tijekom Cristero rata na strani Cristerosa protiv antiklerikalne meksičke vlade predsjednika Plutarca Elíasa Callesa. Njegov je liturgijski spomendan 20. studenoga.
Meksička je vlada u veljači 1925. uspostavila državnu crkvu neovisnu o Rimu i počela provoditi antiklerikalne odredbe ustava iz 1917. godine. Osim toga, predsjednik Plutarco Elias Calles izdao je zakon 1926. tzv. Ley Calles, koji je Katoličkoj Crkvi oduzeo mnoga prava i zabranio mnoge vjerske redove. Nadalje, crkvena imovina je oduzeta predsjedničkom naredbom, vjerske škole su zatvorene, a svećenici su prognani ili ubijeni. Sve je to dovelo do organiziranog otpora katoličkog stanovništva Meksika i tako je nastao ustanički pokret Cristerosa i izbio Cristero rat.
Kada je 1926. izbio Cristero rat, José Sánchez del Río htio se pridružiti Cristerosima poput svoje braće. Nakon što mu je isprva odbijen prijem u njegovom rodnom gradu Sahuayu, uspio je uvjeriti generala Prudencia Mendozu u Cotiji, nekoliko kilometara dalje, da se pridruži Cristerosima. Zatim je stavljen pod zapovjedništvo generala Rubéna Guízara Morfina, koji mu je dodijelio zadaću stjegonoše.
Tijekom jedne tučnjave, dječak je uhićen 6. veljače 1928. godine. U zatvoru su ga vojnici uzalud pokušavali odgovoriti od katoličke vjere. Dana, 10. veljače 1928. Joséu su izrezali tabane i natjerali ga da hoda naprijed-natrag po goloj soli. Na kraju je dugi put do stratišta morao prevaliti s jakim bolovima na natučenim nogama. Na putu mu je ponuđeno: "Ako zavapiš protiv Krista, tada ćemo te poštedjeti." Ali José je povikao: "Živio Krist Kralj! Živjela Gospa Guadalupska!” Na groblju u Sahuayu uzalud su ga pokušavali nagovoriti na otpadništvo od vjere. Tada je upucan u glavu. Padajući na zemlju, umirući, okrvavljenim prstima nacrtao je na zemlji križ i poljubio ga. Njegovom pogubljenju iz prve je ruke svjedočio kasniji osnivač Kristovih legionara, Marcial Maciel.
Proglašen je blaženim 20. studenoga 2005. na stadionu Estadio Jalisco u Guadalajari po nalogu pape Benedikta XVI., zajedno s još dvanaest meksičkih mučenika. Tada je započeo proces kanonizacije. Dana, 22. siječnja 2016. papa Franjo potvrdio je ozdravljenje koje se pripisuje zagovoru Joséa Sáncheza del Ría kao čudo kao ključni uvjet za kanonizaciju. Dana, 16. listopada 2016. godine papa Franjo ga je proglasio svetim na Trgu svetog Petra u Rimu. Njegov je liturgijski spomendan 20. studenoga.
Film „For Greater Glory” (glume Andy García i Eva Longoria), objavljen je 2012., a bavi se Cristero ratom kao i mučeništvom Joséa Sáncheza del Ria. 